# Matusalén (árbol)

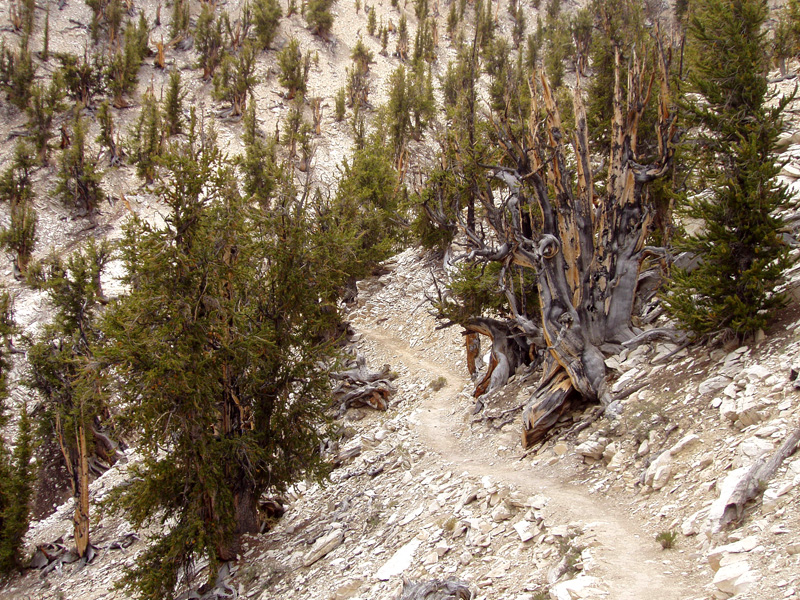
Huerto de Matusalén del Ancient Bristlecone Pine Forest, en White Mountains, Condado de Inyo, California.

Matusalén es el sobrenombre dado a un pino longevo (Pinus longaeva), considerado como el segundo organismo no clonado con vida más antiguo, con una edad estimada de 4856 años, superado únicamente por el Gran Abuelo, un alerce cuya edad podría llegar a los 5067 años, ubicado en el Parque nacional Alerce Costero. El árbol con vida de edad registrada más antiguo fue Prometeo, que vivió durante poco más de 5000 años.
El árbol se encuentra entre 2900 y 3000 m sobre el nivel del mar en el «bosque de Matusalén», en el antiguo bosque de pinos Bristlecone, dentro del Bosque nacional de Inyo.
El nombre hace alusión al personaje bíblico de Matusalén quien, según la Biblia, vivió 969 años.
Edmund Shulman descubrió este árbol al toparse con él mientras estudiaba los árboles que creía más antiguos de Norteamérica.